# Artur Lundkvists park

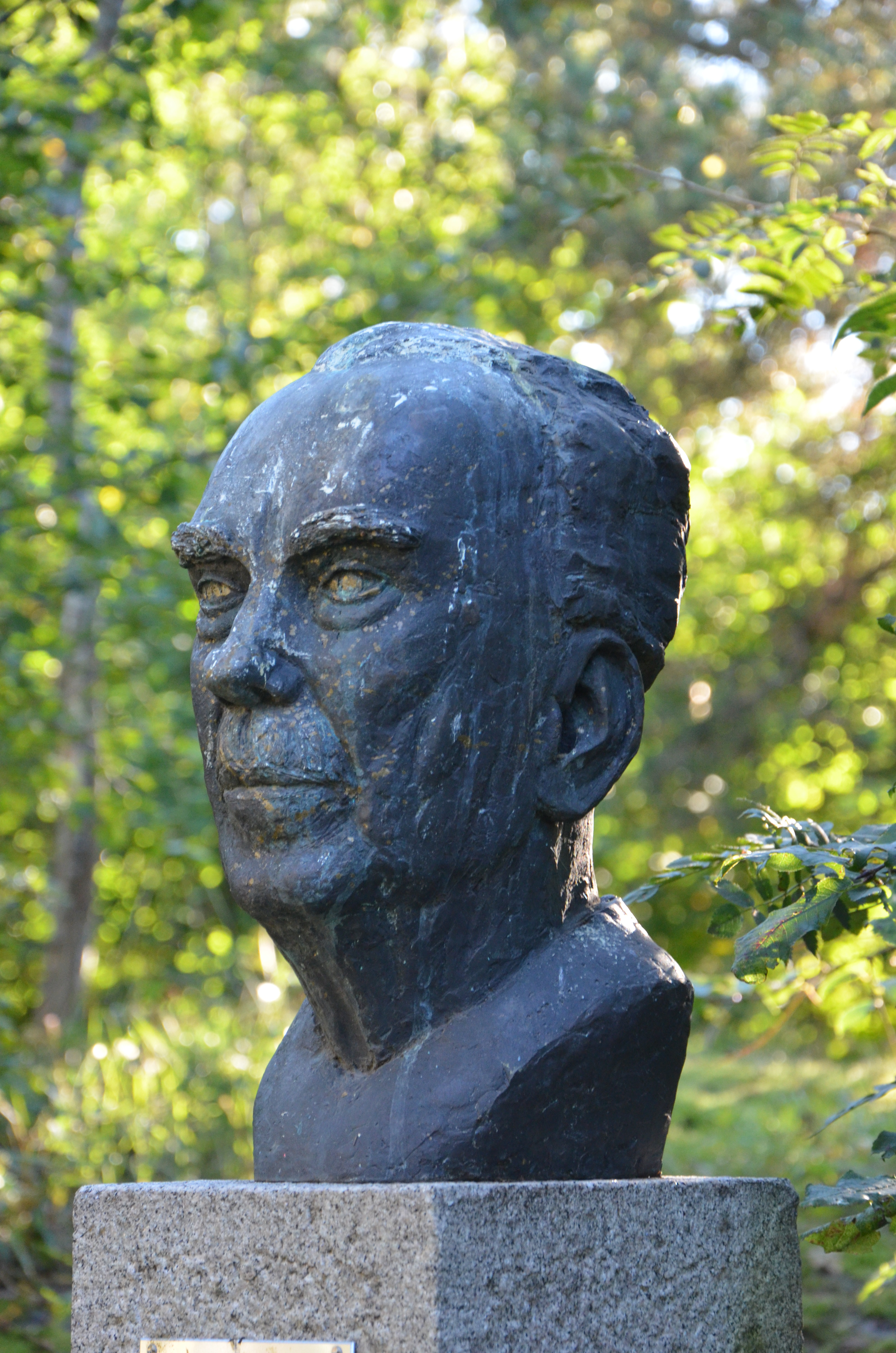
Britt-Marie Jerns byst av Artur Lundkvist i Artur Lundkvists park i Solna.

Artur Lundkvists park är belägen i Råsunda i Solna och är uppkallad efter författaren Artur Lundkvist som bodde i området. Parken invigdes på Lundkvists födelsedag den 3 mars 1993, två år efter hans död.